# Charles-Auguste Lebourg
Charles-Auguste Lebourg (Nantes, 20 de febrero de 1829 - París, febrero de 1906) fue un escultor francés. 

## Biografía
Estudió en París en la École Nationale Supérieure des Beaux-Arts, con François Rude. Trabajó en la decoración del Louvre bajo la dirección de Héctor Martín Lefuel -en la reconstrucción del Pavillon de Marsa (1874)-, en la Iglesia de la Trinidad y en la reconstrucción del Ayuntamiento de París.
Dividió su tiempo entre París y su taller en Nantes. Realizó esculturas de ornamentación arquitectónica para edificios, así como diversos bustos y una estatua ecuestre de Juana de Arco para su ciudad natal. Pero su obra más universal fue la creación de las cariátides de la Fuente Wallace, cinco de estos monumentos se encuentran en Nantes, un centenar en París, y una gran cantidad dispersos en todo el mundo.
Con motivo de la Exposición Universal de 1888 de Barcelona, Richard Wallace donó doce fuentes para su instalación en la ciudad, de las que quedan tres en la actualidad, situadas en el Paseo de Gracia junto la Gran Vía, La Rambla enfrente del pasaje de la Banca y la de enfrente del edificio de la Sociedad General de Aguas de Barcelona. Existen muchas otras diseminadas por el mundo, especialmente en Francia. 
Sin embargo, Lebourg no consiguió en vida obtener una gran reputación y murió en la pobreza en París. 

## Obras

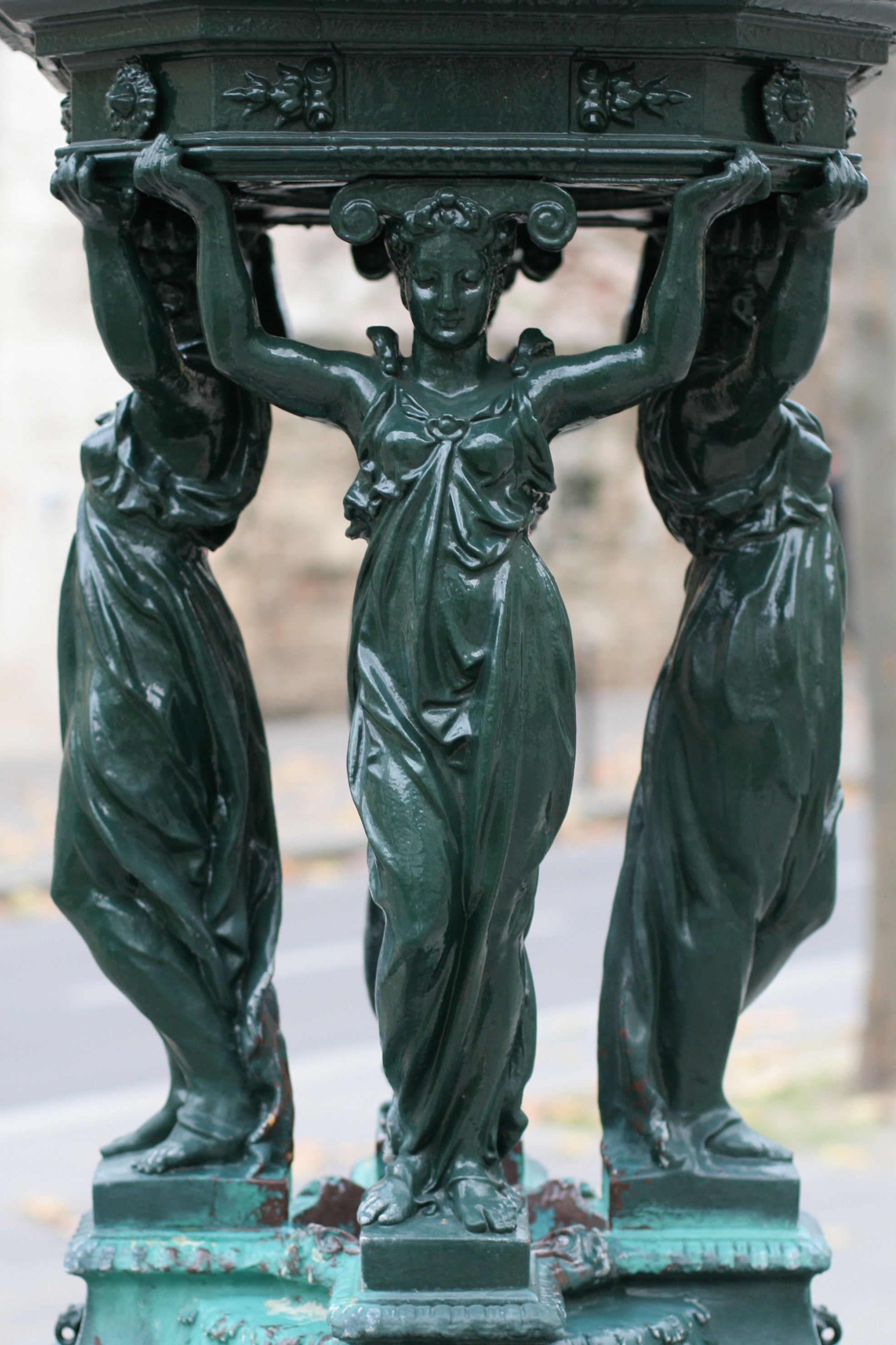
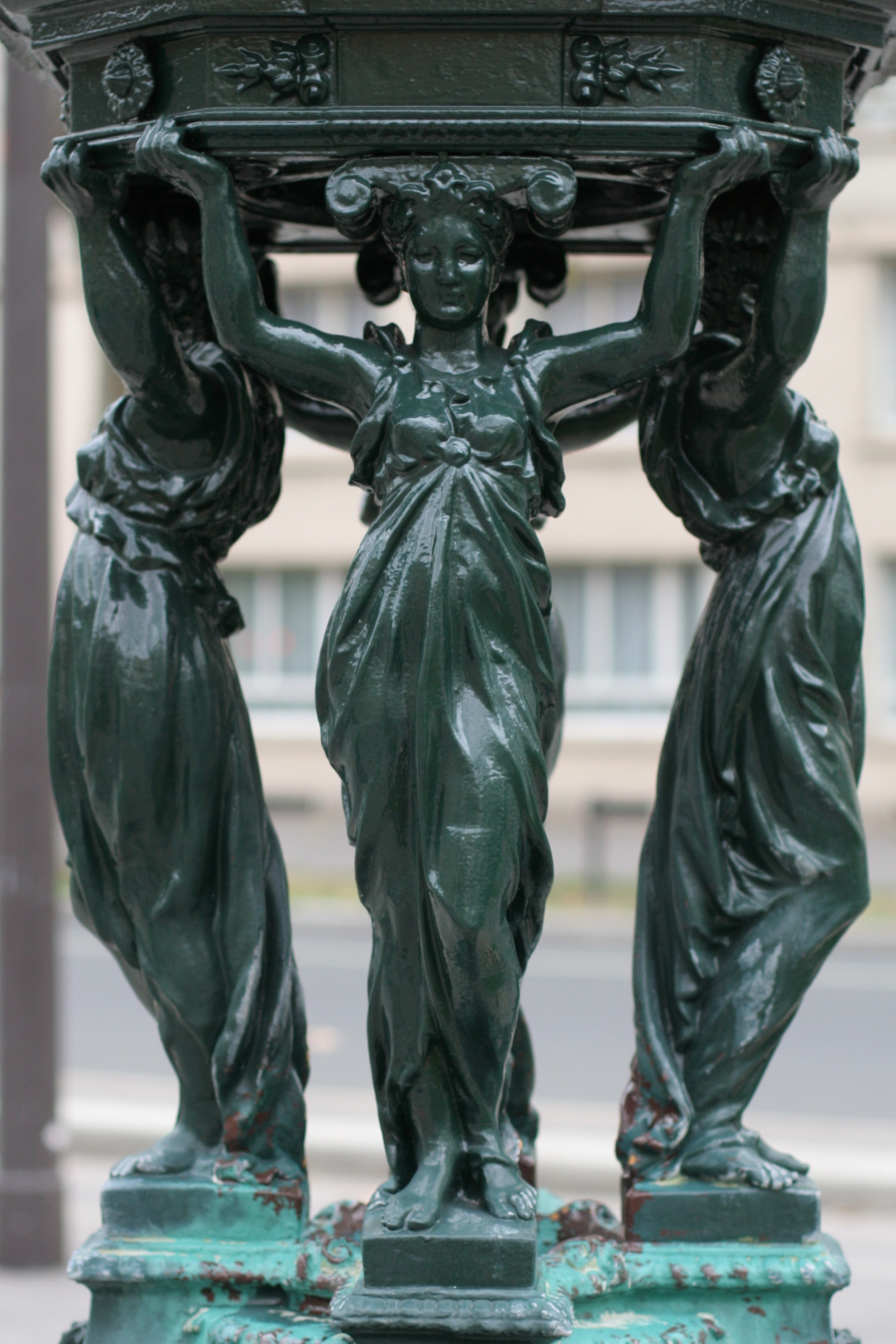
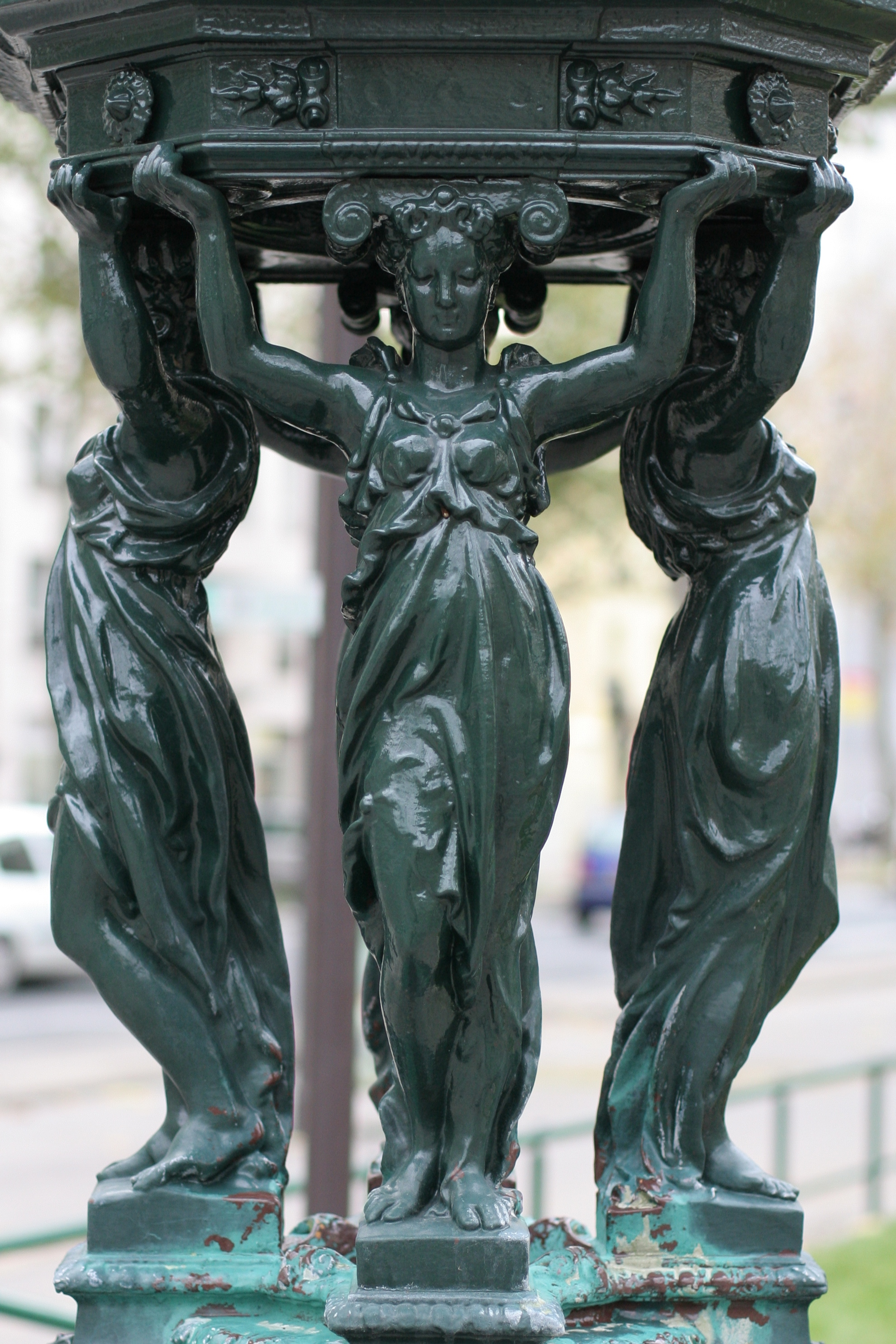
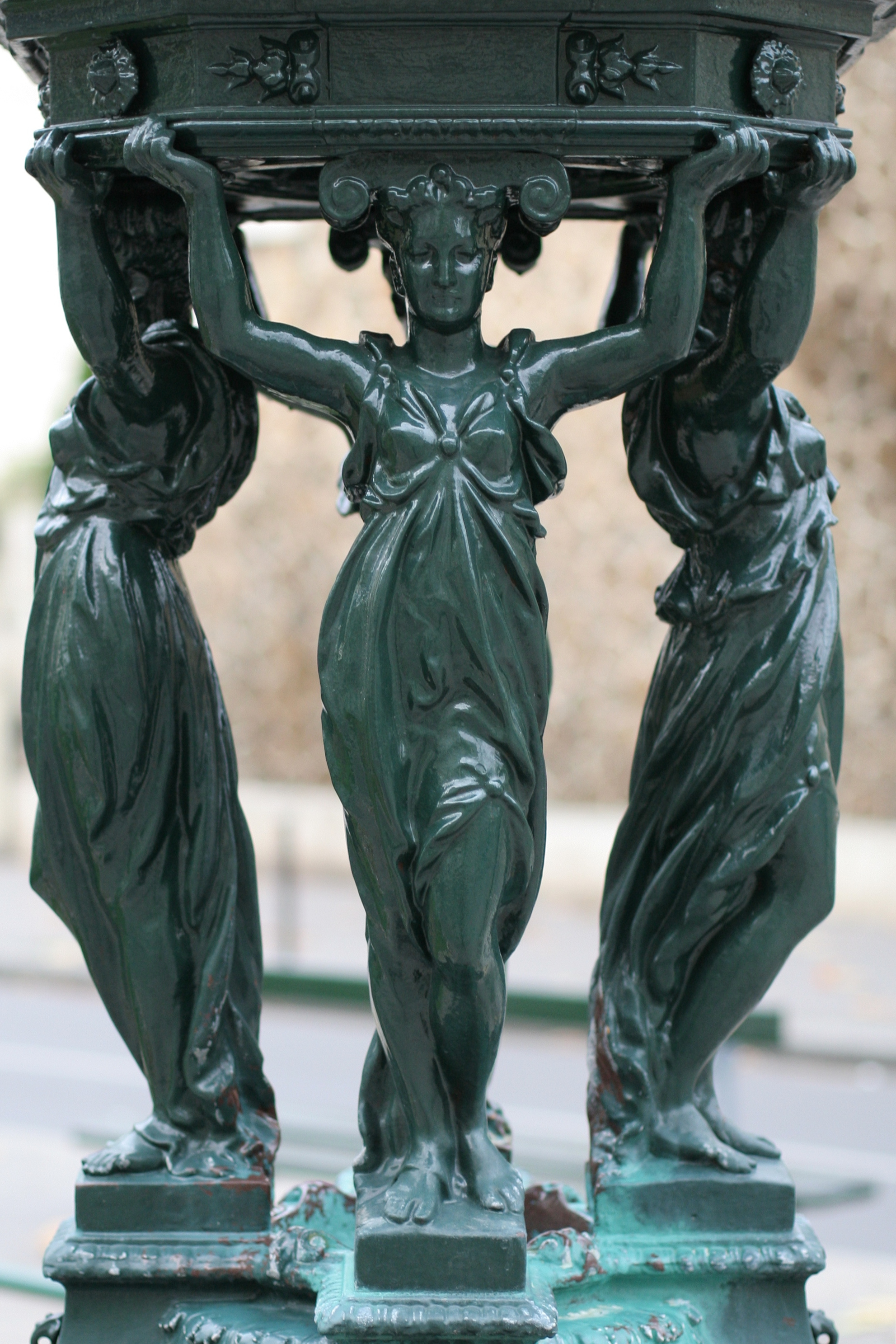

- Ornamentación de los edificios (Rue de Châteaudun núm. 17, Bulevard de Sebastopol núm, 13 en París).
- Medallones para lápidas.
- Las cariátides de las fuentes Wallace en 1872 (con la representación de la sencillez, la bondad, la caridad y la sobriedad).
- Busto de señora Wallace en mármol, Wallace Collection.[5]
- Numerosas estatuas de bronce y mármol (jardín botánico de Nantes).
- Estatua ecuestre de Juana de Arco (1906) Nantes.
- Sacerdotisa de Euleusis, Museo de Bellas Artes de Nantes.
- Niño jugando con una lagartija (1853).